# Maria Callas

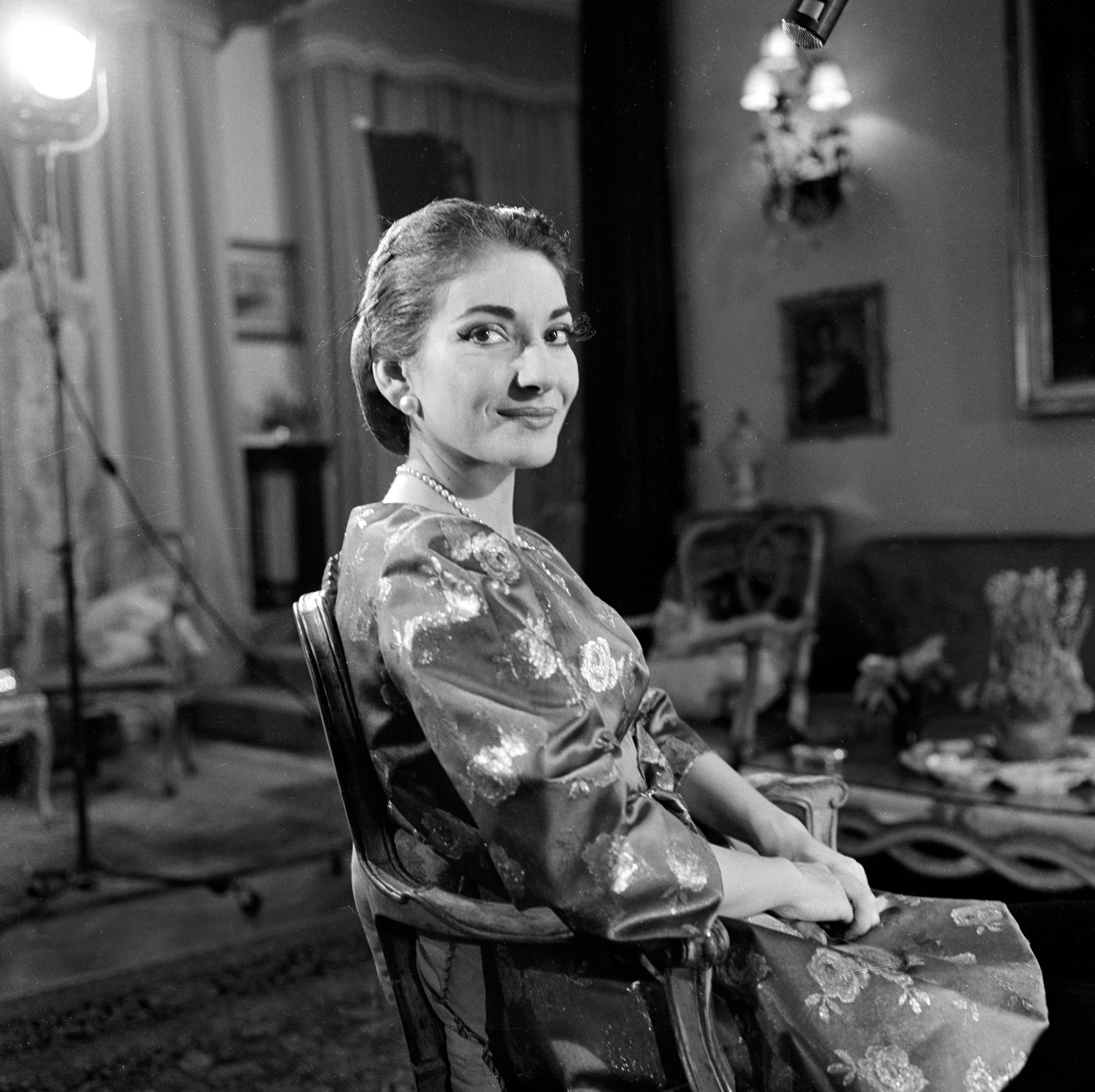
Maria Callas (1958)

Maria Callas (eigentlich Maria Anna Cecilia Sofia Kalogeropoulou, griechisch Μαρία Άννα Καικιλία Σοφία Καλογεροπούλου; * 2. Dezember 1923 in New York City; † 16. September 1977 in Paris) war eine griechische Sängerin. Sie besaß auch die italienische Staatsbürgerschaft und war eine der bedeutendsten Sopranistinnen des 20. Jahrhunderts.
Maria Callas trat in vielen Rollen auf. Ihr Repertoire umfasste 43 vollständige Partien sowie Arien aus weiteren 34 Opern. Dabei reichte ihr Stimmumfang vom fis in Verdis Sizilianische Vesper bis zum f3 in Rossinis Armida. Neben dem Tonumfang von fast drei Oktaven besaß ihre Stimme große Biegsamkeit. Callas beherrschte alle stimmlichen Tontechniken des Belcanto-Gesangs.
Zu ihren bekanntesten Interpretationen gehören Luigi Cherubinis Medea, die Violetta in Verdis La traviata (1951 ff.) und Bellinis Norma (1948 ff.). Die Constanze aus Die Entführung aus dem Serail (1952) ist die einzige von ihr dargestellte Mozart-Partie. Ihr Verdienst liegt u. a. in der Interpretation und Darstellung von Belcanto-Opern Rossinis, Donizettis und Bellinis. Ihre Auftritte in Rossinis Il turco in Italia und Armida, Donizettis Anna Bolena und Lucia di Lammermoor sowie Bellinis Norma und Il pirata bereiteten den Weg für Sängerinnen wie Joan Sutherland und Montserrat Caballé, die Jahre später in diesen Rollen bekannt wurden.

## Leben und Wirken

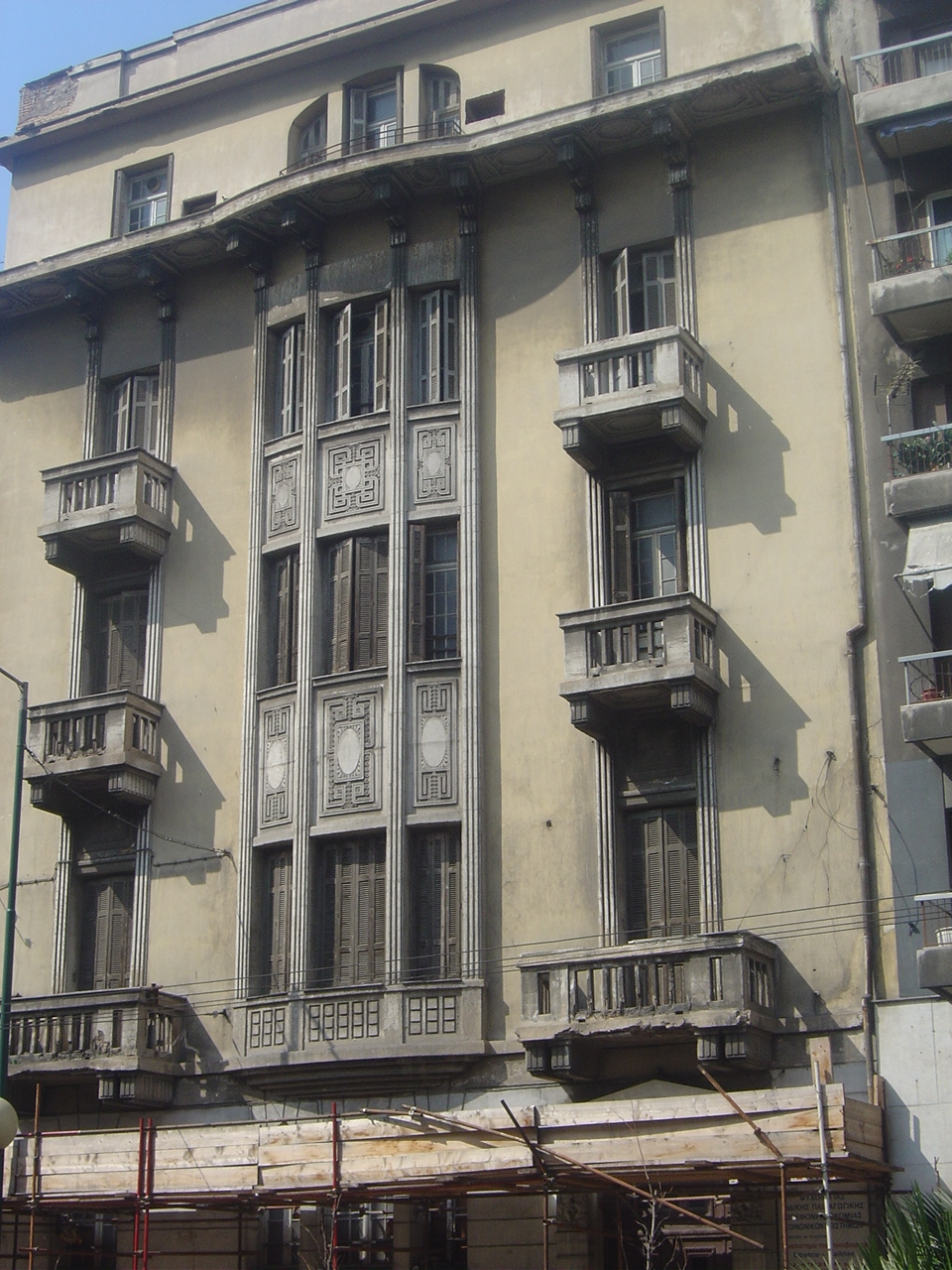
Das Haus in Athen, in dem Maria Callas von 1937 bis 1945 lebte

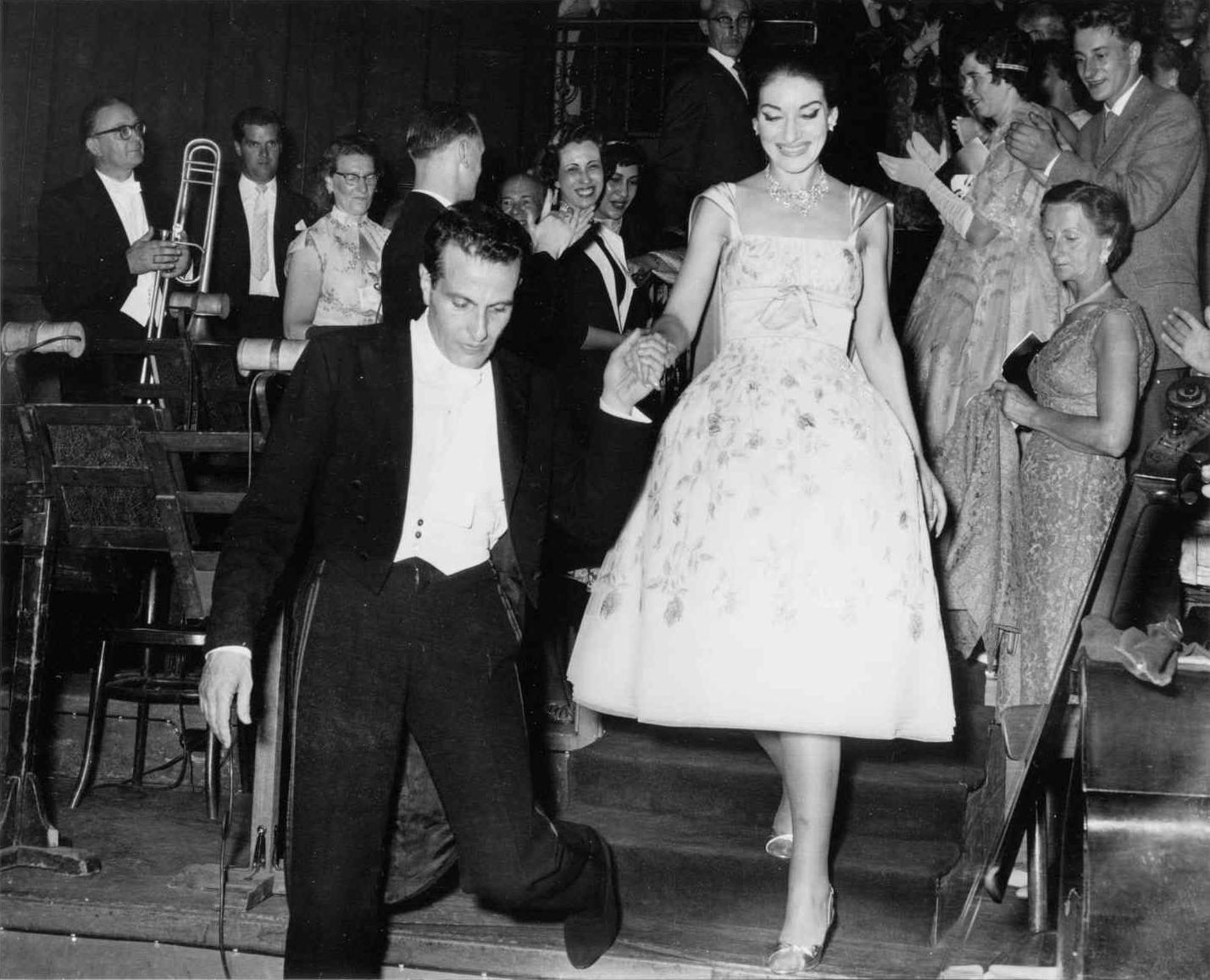
Maria Callas mit Nicola Rescigno im Concertgebouw, Amsterdam, 1959, Aufnahme von Ben van Meerendonk

Maria Callas wurde am 2. oder 3. Dezember 1923 im New Yorker Stadtteil Washington Heights als zweite Tochter von George Kalogeropoulos (1881–1972) und Elmina Evangelia Dimitriadou (1894–1982) geboren. Die Eltern waren griechische Einwanderer aus Meligalas. Ihr älterer Bruder Vassilios war in Griechenland an Typhus gestorben. Die Familie lebte zu diesem Zeitpunkt seit sechs Monaten in den USA. Der Vater änderte 1929 den Familiennamen in Callas, nachdem er 1927 im griechischen Viertel von Manhattan eine wenig einträgliche Apotheke eröffnet hatte. 1937 ging Maria Callas nach der Trennung ihrer Eltern mit Mutter Evangelia und Schwester Yakynthy (bzw. Iacinthy, genannt „Jackie“) nach Athen.

Maria-Callas-Museum in Athen

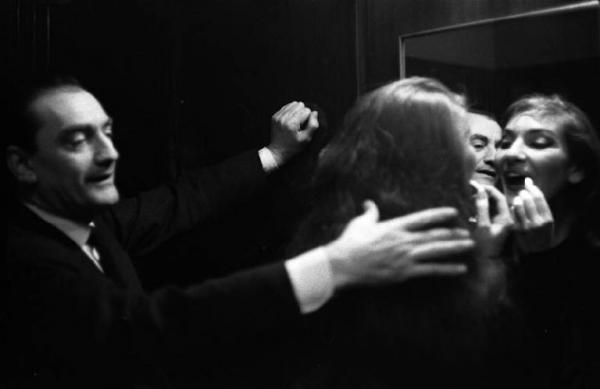
Maria Callas mit Luchino Visconti am Teatro alla Scala in Mailand, 1957, Aufnahme von Federico Patellani

Ihren ersten öffentlichen Auftritt hatte sie am 11. April 1938. Am 2. April 1939 war sie die Santuzza in Cavalleria rusticana von Pietro Mascagni. Diese beiden Debütauftritte fielen in die Zeit, als sie noch am Athener Konservatorium bei Maria Trivella studierte. Ab Anfang 1938 studierte sie Gesang bei Elvira de Hidalgo, ebenfalls am Konservatorium von Athen. Am 28. Oktober 1940 begann in Griechenland der Zweite Weltkrieg. Den ersten professionellen Auftritt gab sie im Februar 1941 als Beatrice in Boccaccio von Franz von Suppè. Am 27. August 1942 sang sie an der Nationaloper von Athen die Partie der Tosca, im April 1944 übernahm sie erstmals die Rolle der Marta in Tiefland. Bei der griechischen Erstaufführung von Fidelio im Theater des Herodes Attikus am 14. August 1944 übernahm sie die Titelrolle. Im September 1945 reiste sie zu ihrem Vater in die USA. 1946/1947 arbeitete sie mit dem Agenten Eddie Bagarozy zusammen. Nach dem Konkurs des Veranstalters Bagarozy in Chicago kehrte sie im Juni 1947 noch vor der Premiere nach Europa zurück und lernte in Verona den italienischen Unternehmer und späteren Ehemann Giovanni Battista Meneghini kennen. In Verona gab sie am 2. August 1947 ihr italienisches Debüt als Gioconda in der gleichnamigen Oper von Amilcare Ponchielli. Dabei begann auch ihre erfolgreiche Zusammenarbeit mit dem Dirigenten Tullio Serafin.
Am 30. November 1948 sang sie am Teatro Communale di Firenze den Part der Norma in der gleichnamigen Oper von Vincenzo Bellini. Am Tag nach ihrer Heirat mit Meneghini am 21. April 1949 in Verona ging Callas, nun mit dem italienischen Pass, ans Teatro Colón in Buenos Aires. Weitere Tourneen nach Lateinamerika führten sie nach Mexiko-Stadt, São Paulo und Rio de Janeiro. 1951 überwältigte Callas als Aida im Palacio de Bellas Artes das mexikanische Publikum. Das Ende der Siegerszene im 2. Akt beschloss sie, abweichend von der Partitur, mit einem glasklaren es3. „Das Publikum drehte durch“, beschrieb die Plattenfirma EMI die Reaktion. Die historische Aufnahme ist erhalten und wurde in den 1990er Jahren als Aida Live 1951 von EMI als CD herausgegeben.
Am 14. Januar 1951 stand sie erneut auf der Bühne des Teatro Communale di Firenze, diesmal in der Rolle der Violetta in La traviata von Giuseppe Verdi. Ab dem 7. Dezember 1951 war sie dann an der Mailänder Scala als Elena in Verdis I vespri siciliani zu sehen und zu hören.

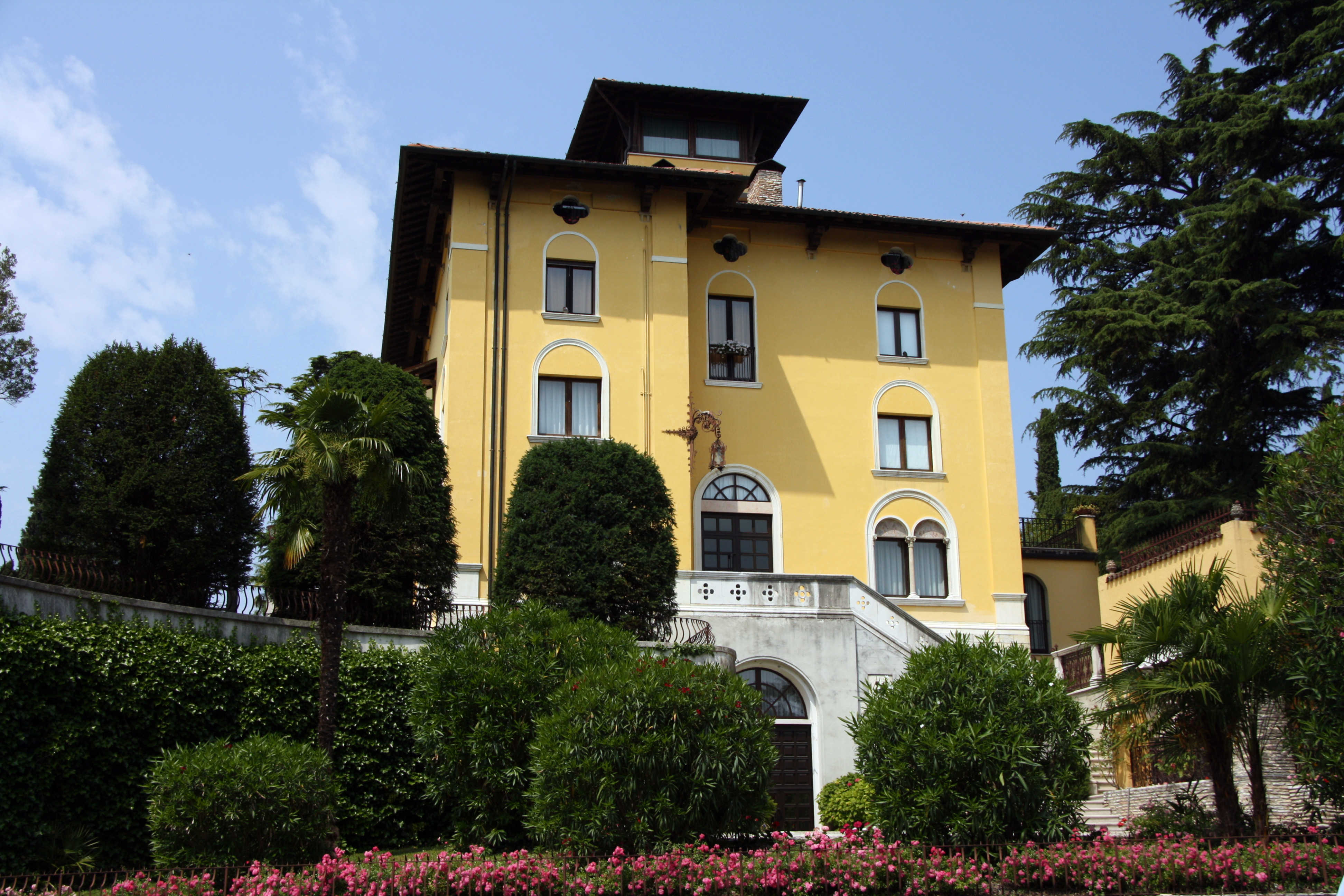
Die Villa, in der Maria Callas zwischen 1950 und 1959 mit Giovanni Battista Meneghini in Sirmione lebte.

In den Jahren 1950–1959 bewohnte  Maria Callas zeitweise, zusammen mit ihrem Ehemann Giovanni Battista Meneghini, als  Sommerresidenz, die später nach ihr benannte *Villa Maria Callas* in Sirmione am Gardasee in Oberitalien.
Ab 1954 sollte aus dem Zusammentreffen mit Luchino Visconti eine kontinuierliche Zusammenarbeit erwachsen. 1956 ging Callas an die Metropolitain Opera (Met) in New York. Ein Auftritt am 2. Januar 1958 endete als Fiasko, als Callas ihren Vortrag im ersten Akt wegen angeschlagener Gesundheit abbrach. Ihr Verhältnis zur Intendanz der Met und der Scala war von Streit getrübt. Im November und Dezember 1958 folgten deshalb Verträge mit dem Lyric Theatre in Chicago und ein Gastspiel in Paris.
Im Juli 1959 wurde Maria Callas durch Elsa Maxwell mit Aristoteles Onassis bekannt gemacht und begann kurz darauf eine Liebesaffäre mit dem griechischen Milliardär. Diese führte 1959 zur Scheidung ihrer Ehe mit Giovanni Battista Meneghini und 1960 zur Scheidung Onassis’ von seiner damaligen Ehefrau Athina Livanos. Am 18. März 1966 hatte Maria Callas dafür auf die US-amerikanische Staatsbürgerschaft verzichtet. Fortan war sie griechische Staatsbürgerin. 1968 endete die Beziehung zu Onassis. Auch nach Onassis’ Eheschließung mit Jacqueline Kennedy 1968 wurden er und „die Callas“ in den 1970er Jahren wiederholt in der Öffentlichkeit zusammen gesehen.
In den Jahren 1960 bis 1963 trat Maria Callas nur wenig auf. Am 21. Januar 1964 wagte sie die Rückkehr auf die Opernbühne in Franco Zeffirellis Neuinszenierung von Tosca am Covent Garden in London. 1969 spielte Maria Callas für 65.000 USD die Rolle der Medea im gleichnamigen Film von Pier Paolo Pasolini. Ihre gute finanzielle Situation erlaubte es ihr, sich ihre Wohnung an der Avenue Georges-Mandel in Paris durch den Dekorateur Georges Grandpierre glanzvoll einrichten zu lassen. Von 1971 bis 1972 unterrichtete sie zeitweilig ausgewählte Meisterklassen an der Juilliard School in New York. Zusammen mit ihrem früheren musikalischen Partner Giuseppe Di Stefano versuchte sie ein Comeback in mehreren Rezital-Tourneen. Am 11. November 1974 trat sie in Sapporo zum letzten Mal öffentlich auf. Am 15. März 1975 wachte sie am Totenbett von Onassis in Neuilly-sur-Seine.

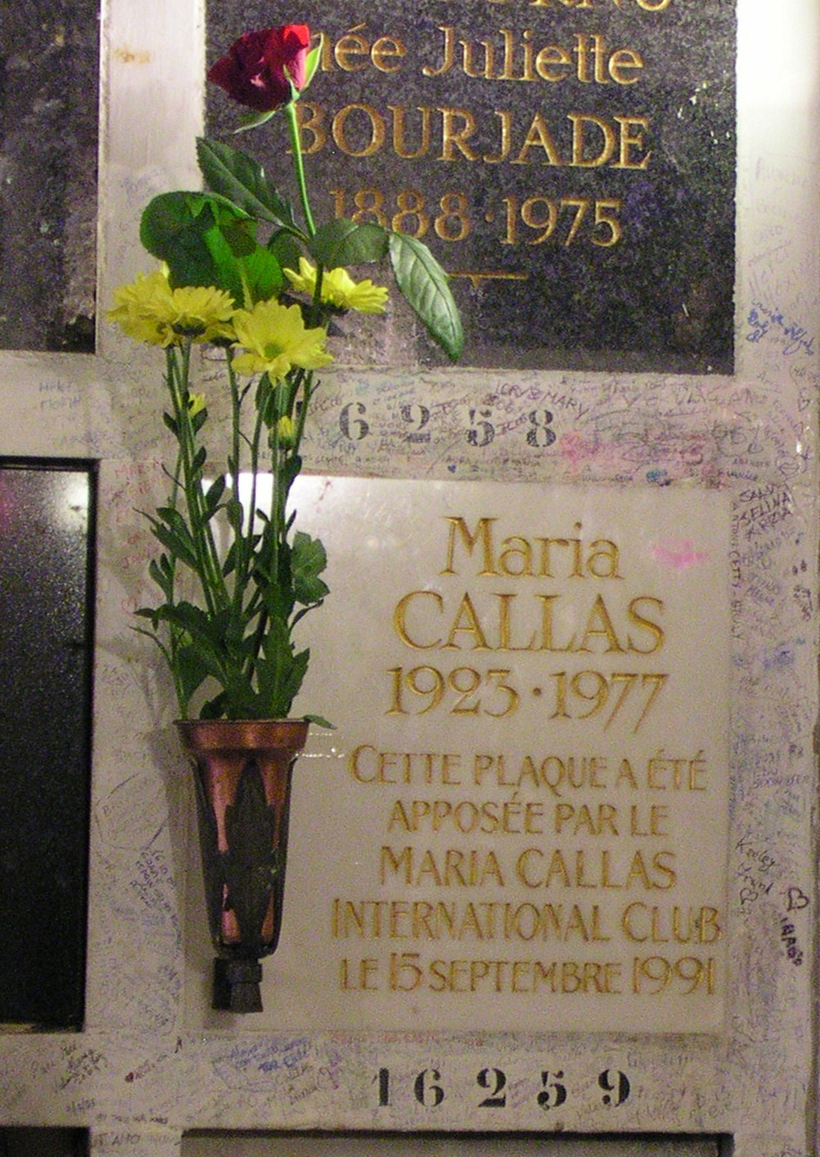
Gedenktafel am Urnengrab der Callas auf dem Friedhof Père-Lachaise

Am 16. September 1977 starb Maria Callas im Alter von 53 Jahren in Paris, Avenue Georges-Mandel Nr. 36, an einem Herzinfarkt. Die Trauerfeier nach byzantinischem Ritus fand am 20. September 1977 in der griechisch-orthodoxen Kathedrale Saint-Etienne in Paris statt. Unter den Trauergästen waren Fürstin Gracia von Monaco, Prinzessin Caroline Grimaldi, der Bariton Tito Gobbi und der Filmproduzent Franco Rossellini. Ihrem Wunsch folgend wurde ihr Leichnam eingeäschert und die Asche vor der griechischen Insel Skorpios im Ionischen Meer verstreut. Im Kolumbarium des Pariser Friedhofs Père-Lachaise befindet sich ein symbolisches Urnengrab.

## Rezeption
Maria Callas hat ein bedeutendes musikalisches Erbe hinterlassen. Von 1952 an bis zu ihrem Abschied von den Opernbühnen mit der Tosca-Aufführung am 5. Juli 1965 im Royal Opera House Covent Garden in London hat sie, exklusiv für EMI, viele ihrer großen Partien auf Schallplatten aufgenommen. Ihre Aufnahme von Tosca mit Giuseppe Di Stefano und Tito Gobbi als Partner unter Victor de Sabata wird noch heute als eine der besten Opern-Einspielungen überhaupt angesehen. Insgesamt gibt es über ein Dutzend Studioaufnahmen verschiedener Opern. Darüber hinaus existieren Live-Mitschnitte von Opernaufführungen und mehrere Rezitals. Maria Callas wird als unerreichte „Primadonna assoluta“ des 20. Jahrhunderts gesehen. In den 1950er und 1960er Jahren war ihr Primat nicht unbestritten. Manche Medien und Opernliebhaber, besonders in Italien, bevorzugten die knapp zwei Jahre ältere Italienerin Renata Tebaldi, die zwar hinsichtlich Stimmvolumen, Ausdruckskraft und Gesangstechnik nicht mit ihr mithalten konnte, aber über eine angenehmere, wärmere Stimme verfügte, wobei Maria Callas als „Tigerin“ und Tebaldi als „Engel“ oder „Taube“ apostrophiert wurde.

„Das andere Beispiel ist natürlich die Medea Cherubinis (nehmen wir die Scala-Aufführung unter Leonard Bernstein 1953). Wenn Callas das bereitete Schlachtfeld des dritten Aktes betritt (»Numi, venite a me, inferni dei!«), dann lernen wir als fassungslose Zuhörer, auch wenn wir nicht Zuschauer waren, was es heißt, in der Oper des 18. und frühen 19. Jahrhunderts Rezitative zu singen, und wenn sie nur dieses und das dem Finale vorausgehende Rezitativ hinterlassen hätte, sie würde allein dadurch zu den größten Erscheinungen dramatischen Gesangs aller Zeiten zählen […]
Ich neige nicht zu Übertreibungen, aber ich muss bei aller Abwehr der kritiklosen Callas-Verhimmelung gestehen, daß es in der Geschichte der Aufzeichnung des menschlichen Gesanges nichts Atemberaubenderes gibt als diesen dritten Akt Medea. Hier sang jemand um sein Leben, und wenn man die Callas nach diesem Abend tot von der Bühne getragen hätte, mich würde es nicht wundern. Das ist eine Selbstentäußerung, das ist vokaler Wahnwitz in einem Grade, der jede Kritik verstummen läßt, ja jede fachmännische Beurteilung nebensächlich erscheinen läßt. So darf man einfach nicht singen, so darf man sich nicht auf der Bühne selbst verbrennen, möchte man als Hörer einwenden, aber man bringt kein Wort heraus. Das Gift, das Medea Glauce mit Diadem und Gewand eingibt, das zerfrißt gleichzeitig die Stimmbänder ihrer Interpretin, und der Gott des Gesanges, wenn es denn einen gibt, hat das Opfer, das ihm da gebracht wurde, nicht gnädig angenommen.“

## Ehrungen

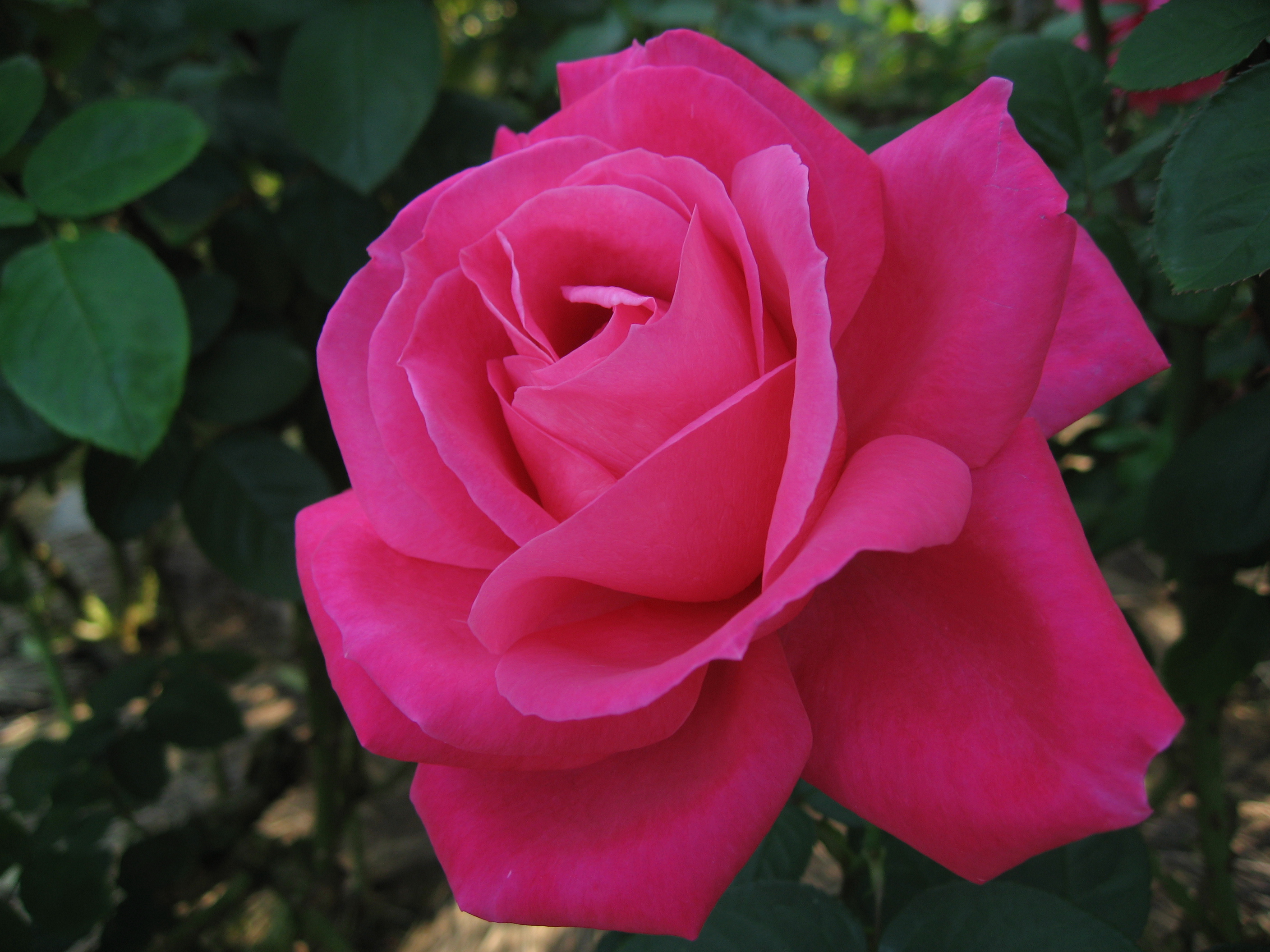
Die Rose 'Maria-Callas' (Meilland, 1965)

- 1980, 5. Mai, Griechische Post: EUROPA – Bedeutende Persönlichkeiten, Sonderbriefmarke zu 14 Drachmen. Michel 1412.
- 2007 Griechenland: 10-Euro-Gedenkmünze, Silber-925 fein, Gewicht 9,75 g, auf ihren 30. Todestag. Auflage: 5000 Stück. Krause/Mishler 224.
- Nach Callas sind einige Straßen und Plätze benannt, darunter der Largo Maria Callas in Mailand.
- Callas wird in der „Think Different“-Kampagne von Apple gewürdigt.
- Eine 1965 von Marie-Louise Meilland eingeführte Rosensorte trägt den Namen Maria Callas (syn. 'Miss All American Beauty').
- In der Vorhalle der U-Bahn-Station Megaro Mousikis der Athener U-Bahn befindet sich eine große Abbildung von Maria Callas.
- Am 27. Juni 2023 brachte die griechische Zentralbank aus Anlass des hundertsten Geburtstages der Künstlerin eine 2-Euro-Gedenkmünze mit einer Auflage von 750.000 Stück heraus, die Maria Callas im Profil zeigt.
- Am 25. Oktober 2023 wurde das Maria-Callas-Museum in Athen eröffnet.

## Ausgewählte Diskografie
Es werden nur Aufnahmen aufgeführt, die auf CD herausgegeben worden sind.
- Nabucco von Giuseppe Verdi, Neapel 1949 (Vittorio Gui), Live
- Aida von Giuseppe Verdi, Mexiko-Stadt 1950 (Guido Picco), Live
- Parsifal von Richard Wagner, Rom 1950 (Vittorio Gui) (italienisch), Live
- Aida von Giuseppe Verdi, Mexiko-Stadt 1951 (Oliviero De Fabritiis), Live
- Macbeth von Giuseppe Verdi, Mailand 1952 (Victor de Sabata), Live
- Norma von Vincenzo Bellini, London 1952 (Vittorio Gui), Live
- La Gioconda von Amilcare Ponchielli, Cetra 1952 (Antonino Votto)
- Armida von Gioachino Rossini, Florenz 1952 (Tullio Serafin), Live
- La traviata von Giuseppe Verdi, Cetra 1953 (Gabriele Santini)
- Il trovatore von Giuseppe Verdi, Mailand 1953 (Antonino Votto)
- Cavalleria rusticana von Pietro Mascagni, EMI 1953 (Tullio Serafin)
- Tosca von Giacomo Puccini, EMI 1953 (Victor de Sabata)
- I puritani von Vincenzo Bellini, EMI 1953 (Tullio Serafin)
- Medea von Luigi Cherubini, Mailand 1953 (Leonhard Bernstein), Live
- Lucia di Lammermoor von Gaetano Donizetti, EMI 1953 (Tullio Serafin)
- Alceste von Christoph Willibald Gluck, Mailand 1954 (Carlo Maria Giulini), Live
- La forza del destino von Giuseppe Verdi, EMI 1954 (Tullio Serafin)
- Pagliacci von Ruggero Leoncavallo, EMI 1954 (Tullio Serafin)
- La vestale von Gaspare Spontini, Mailand 1954 (Antonino Votto), Live
- Il turco in Italia von Gioachino Rossini, EMI 1954 (Gianandrea Gavazzeni)
- Norma von Vincenzo Bellini, EMI 1954 (Tullio Serafin)
- La sonnambula von Vincenzo Bellini, Mailand 1955 (Leonard Bernstein), Live
- Madame Butterfly von Giacomo Puccini, EMI 1955 (Herbert von Karajan)
- Andrea Chénier von Umberto Giordano, Mailand 1955 (Antonino Votto), Live
- I vespri siciliani von Giuseppe Verdi, Florenz 1955 (Erich Kleiber), Live
- Norma von Vincenzo Bellini, Mailand 1955 (Antonino Votto), Live
- Aida von Giuseppe Verdi, EMI 1955 (Tullio Serafin)
- Rigoletto von Giuseppe Verdi, EMI 1955 (Tullio Serafin)
- Lucia di Lammermoor von Gaetano Donizetti, Berlin 1955 (Herbert von Karajan), Live
- Il trovatore von Giuseppe Verdi, EMI 1956 (Herbert von Karajan)
- La Bohème von Giacomo Puccini, EMI 1956 (Antonino Votto)
- Un ballo in maschera von Giuseppe Verdi, EMI 1957 (Antonino Votto)
- Iphigenie auf Tauris von Christoph Willibald Gluck, Mailand 1957 (Nino Sanzogno), Live
- Il barbiere di Siviglia von Gioachino Rossini, EMI 1957 (Alceo Galliera)
- Anna Bolena von Gaetano Donizetti, Mailand 1957 (Gianandra Gavazzeni), Live
- La sonnambula von Vincenzo Bellini, EMI 1957 (Antonino Votto)
- Turandot von Giacomo Puccini, EMI 1957 (Tullio Serafin)
- Manon Lescaut von Giacomo Puccini, EMI 1957 (Tullio Serafin)
- Medea von Luigi Cherubini, EMI 1957 (Tullio Serafin)
- La Traviata von Giuseppe Verdi, Lissabon 1958 (Franco Ghione), Live
- Medea von Luigi Cherubini, Dallas 1958 (Nicola Rescigno), Live
- Lucia di Lammermoor von Gaetano Donizetti, EMI 1959 (Tullio Serafin)
- La Gioconda von Amilcare Ponchielli, EMI 1959 (Antonino Votto)
- Il Pirata von Vincenzo Bellini, New York 1959 (Nicola Rescigno), Live
- Medea von Luigi Cherubini, London 1959 (Nicola Rescigno), Live
- Norma von Vincenzo Bellini, EMI 1960 (Tullio Serafin)
- Medea von Luigi Cherubini, Mailand 1961 (Thomas Schippers), Live
- Poliuto von Gaetano Donizetti, Mailand 1960 (Antonino Votto), Live
- Carmen von Georges Bizet, EMI 1964 (Georges Prêtre)
- Tosca von Giacomo Puccini, London 1964 (Carlo Felice Cillario), Live
- Tosca von Giacomo Puccini, EMI 1964/65 (Georges Prêtre)

## Film- und Fernsehaufnahmen mit Maria Callas
Nur wenige Auftritte von Callas sind als Film dokumentiert, so Ausschnitte aus Tosca vom 25. November 1956 in New York (mit George London als Scarpia und dem NBC-Orchester unter Dimitri Mitropoulos), ihr Debüt in Paris 1958, beide Konzerte in Hamburg (1959 und 1962) sowie die Konzerte im Royal Opera House in Covent Garden (1962 und 1964). Außerdem gibt es sehr kurze Ausschnitte aus Norma und La traviata sowie den Medea-Film von Pasolini.
Maria Callas gab mehrere Interviews in Englisch und Französisch. Unter den Journalisten waren David Frost, Barbara Walters, Mike Wallace und Bernard Gavoty.

## Auftritte und Rollen
Callas stand von 1949 bis 1965 insgesamt 540 Mal in 42 Partien auf der Opernbühne, das erste Mal als Santuzza in einer Studentenaufführung von Cavalleria rusticana am 2. April 1939. Auf einer professionellen Bühne sang sie zum ersten Mal in Athen am 27. August 1942 die Tosca. In dieser Rolle verabschiedete sie sich auch am 5. Juni 1965 in London von der Opernbühne. Konzertante Opern-Darbietungen sind bei diesen Aufstellungen nicht enthalten.
Mit Abstand am häufigsten trat sie als Norma auf (91-mal), es folgen Violetta (57-mal), Lucia (40-mal), Tosca (32-mal), Medea (29-mal), Aida (26-mal), Turandot (24-mal), Amina (22-mal), Leonora in Trovatore (21-mal), Elvira in den Puritani (16-mal), La Gioconda und Santuzza (13-mal), Isolde (12-mal), Anna Bolena und Elena in I vespri siciliani (11-mal).
- d’Albert: Tiefland – 1944 (6 Auftritte), 1945 (1 Auftritt) – (insgesamt 7)
- Beethoven: Fidelio – 1944 (2)
- Bellini: Il Pirata – 1958 (6), 1959 (2) – (8)
- Bellini: La sonnambula – 1955 (10), 1956 (6), 1957 (6) – (22)
- Bellini: Norma – 1948 (2), 1949 (4), 1950 (14), 1951 (9), 1952 (14), 1953 (12), 1954 (2), 1955 (7), 1956 (9), 1957(2), 1958 (1), 1960 (2), 1964 (8), 1965 (5) – (91)
- Bellini: I Puritani – 1949 (3), 1951 (4), 1952 (7), 1955 (2) – (16)
- Boito: Mefistofele: 1954 (3)
- Bizet: Carmen – (nur Studio)
- Cherubini: Medea – 1953 (6), 1954 (5), 1955 (5), 1958 (2), 1959 (7), 1961 (2), 1962 (2) – (29)
- Donizetti: Anna Bolena – 1957 (6), 1958 (5) – (11)
- Donizetti: Lucia di Lammermoor – 1952 (3), 1953 (7), 1954 (12), 1955 (2), 1956 (10), 1957 (1), 1958 (3), 1959 (2) – (40)
- Donizetti: Poliuto – 1960 (5))
- Giordano: Andrea Chénier – 1955 (6)
- Giordano: Fedora – 1956 (6)
- Gluck: Alceste  – 1954 (4)
- Gluck: Iphigénie en Tauride – 1957 (4)
- Haydn: Orfeo ed Euridice – 1951 (2)
- Kalomiris: O Protomasteras – 1943 (2), 1944 (2) – (4)
- Leoncavallo: Pagliacci – (nur Studio)
- Mascagni: Cavalleria Rusticana – 1939 (1), 1944 (12) – (13)
- Mozart: Die Entführung aus dem Serail – 1952 (4)
- Ponchielli: La Gioconda – 1947 (5), 1952 (5), 1953 (3) – (13)
- Puccini: Madame Butterfly – 1955 (3)
- Puccini: La Bohème – (nur Studio)
- Puccini: Manon Lescaut – (nur Studio)
- Puccini: Suor Angelica  – 1940 (1), 1943 (1) – (2)
- Puccini: Tosca – 1942 (1), 1950 (6), 1951 (1), 1952 (1), 1954 (3), 1956 (2), 1958 (2), 1964 (4), 1965 (12) – (32)
- Puccini: Turandot – 1948 (16), 1949 (8) – (24)
- Rossini: Armida – 1952 (3)
- Rossini: Il Barbiere di Siviglia – 1956 (5)
- Rossini: Il Turco in Italia – 1950 (4), 1955 (5) – (9)
- Spontini: La Vestale – 1954 (5)
- Suppé: Boccaccio – 1941 (2)
- Verdi: Aida – 1948 (5), 1949 (1), 1950 (13), 1951 (4), 1953 (3) – (26)
- Verdi: Don Carlos – 1954 (5)
- Verdi: I Vespri Siciliani – 1951 (10), 1952 (1) – (11)
- Verdi: Il trovatore – 1950 (3), 1951 (3), 1953 (13), 1955 (2) – (21)
- Verdi: La forza del destino – 1948 (4), 1954 (2) – (6)
- Verdi: La Traviata – 1951 (15), 1952 (9), 1953 (5), 1954 (2), 1956 (17), 1958 (11) – (57)
- Verdi: Macbeth – 1952 (5)
- Verdi: Nabucco – 1949 (3)
- Verdi: Rigoletto – 1952 (2)
- Verdi: Un Ballo in Maschera – 1957 (5)
- Wagner: Parsifal – 1949 (4), 1950 (2) – (6)
- Wagner: Tristan und Isolde – 1947 (1), 1948 (6), 1950 (5) – (12)
- Wagner: Die Walküre – 1949 (6)

## Theaterstücke
- Terrence McNally: Master Class. Deutsch (Meisterklasse) von Inge Greiffenhagen und Bettina von Leoprechting. Das Stück und sein Autor erhielten dafür 1996 den Tony Award.
- Wolfgang Schukraft: Maria und die Callas. Uraufführung: 16. März 2017 in der Theaterei Herrlingen.[14]

## Filmographie
- 1969: Medea

### Filme über Maria Callas
- Callas Forever. Spielfilm, Großbritannien 2002, Regie: Franco Zeffirelli. Mit Fanny Ardant, Jeremy Irons, Joan Plowright u. a.
- Callas Assoluta. Dokumentarfilm, Frankreich 2007, 98 Min., Regie: Philippe Kohly. Produktion: Swan Productions, ARTE France. Inhaltsangabe bei 3sat, Video bei YouTube.
- Maria by Callas. Dokumentarfilm, Frankreich 2017, 113 Min., Regie: Tom Volf.
- Sternstunden der Musik: Maria Callas – Tosca 1964. Dokumentarfilm, Deutschland 2017, 43 Min / 52 Min, Regie: Holger Preuße, ZDF/ARTE
- Maria. Spielfilm, Deutschland/Italien/USA 2024, Regie: Pablo Larraín. Mit Angelina Jolie, Pierfrancesco Favino, Alba Rohrwacher, Haluk Bilginer, Kodi Smit-McPhee, Valeria Golino, Vincent Macaigne u. a.